# Антропов Анатолій Степанович
Антро́пов Анато́лій Степа́нович (*20 листопада 1915, с. Соколовка Сарапульський район — †8 січня 1994, місто Сарапул) — учасник Другої Світової війни, повний кавалер ордена Слави.
У Другій світовій війни брав участь з 1941 року. Сержант, командир стрілецького відділення 592-го стрілецького полку 203-ї стрілецької дивізії. Відзначився в боях при обороні міст Григоріополь у Молдові та Банська Штявниця у Словаччині та при взятті висоти на території Чехословаччини.
У кінці 1945 року повернувся додому. 27 лютого 1958 року Указом Президії Верховної Ради СРСР відбулося перенагородження. Замість другого ордену Слави III ступеня Антропов був нагороджений орденом Слави I ступеня.